# Šimun Butić
Šimun Butić, né le 7 avril 2006 à Zadar, est un footballeur croate qui évolue au poste d'ailier au HNK Rijeka.

## Biographie

### Carrière en club
Né à Zadar en Croatie, Šimun Butić est formé entre le HNK Zadar (hr) et le Hajduk Split, avant de rejoindre à l'été 2023 le HNK Rijeka, où il commence sa carrière professionnelle en championnat de Croatie,. Il joue son premier match avec l'équipe première du club le 26 mai 2024.
Butić est ainsi sacré champion de Croatie lors de la saison 2024-25,.
Le 24 juillet 2025, il joue son premier match de Ligue des champions, entrant en jeu lors du match de qualification du HNK Rijeka contre Ludogorets,.

### Carrière en sélection
Šimun Butić est international croate junior avec l'équipe des moins de 19 ans à partir de 2024.

## Palmarès
HNK Rijeka
- Championnat de Croatie
  - Champion en 2024-25